# Maarten Milaan
Maarten Milaan is een stripreeks van de Franse schrijver en tekenaar Christian Godard. Voor verschillende verhalen werd Godard geassisteerd door Henri Dufranne voor het tekenwerk.
De hoofdfiguur uit de serie is de roodharige, pijprokende piloot Maarten Milaan die met zijn vliegtuig soms dienstdoet als taxi of voor publicitaire missies. Bij zijn opdrachten komt zijn geweten echter vaak in opstand. De strip werd voorgepubliceerd in weekblad Tintin/Kuifje vanaf 1967. De reeks verscheen in album bij uitgeverij Le Lombard. De karikaturale tekenstijl van Godard evolueerde door de jaren naar een meer realistische stijl.

## Albums
| Nr. | Album titel                       | Jaar uitgave |
| --- | --------------------------------- | ------------ |
| 1   | IJs voor de maharadja             | 1978         |
| 2   | De zwervers van de jungle         | 1978         |
| 3   | Adeline of het einde van de nacht | 1979         |
| 4   | De emir met de 7 bedoeïenen       | 1980         |
| 5   | Het kind van de horde             | 1981         |
| 6   | Mijn vriend Jan                   | 1982         |
| 7   | Een schaduw kwam voorbij          | 1982         |
| 8   | Van eilandjes en mensen           | 1983         |
| 9   | De Beta-straal                    | 1984         |
| 10  | De engel en het genie             | 1985         |
| 11  | Rozalientje uit mijn kinderjaren  | 1986         |